# Безлюдівська волость
Безлюдівська волость — історична адміністративно-територіальна одиниця Харківського повіту Харківської губернії.
На 1862 рік до складу волості входили:
- слобода Безлюдівка;
- слобода Хорошів;
- слобода Хорошівсько-Підмонастирська;
- село Васищеве;
- село Шубіне;
- село Кирсанівка;
- хутір Шмарівський;
- хутір Лизогубівка;

Станом на 1885 рік складалася з 8 поселень, 4 сільських громад. Населення — 5544 особи (2625 осіб чоловічої статі та 2919 — жіночої), 908 дворових господарств.
|                     | Площа, десятин | У тому числі орної, дес. |
| ------------------- | -------------- | ------------------------ |
| Сільських громад    | 8872           | 8282                     |
| Приватної власності | 1769           | 959                      |
| Іншої власності     | 84             | 14                       |
| Загалом             | 10725          | 9255                     |

Найбільші поселення волості станом на 1885:
- Стара і Нова Безлюдівка — колишні державні слободи при річках Уди й Студенок за 12 верст від повітового міста, 2016 осіб, 354 двори, православна церква, школа. За 6 верст — сукновальня.
- Васищеве — колишнє державне село при річці Уди, 1037 осіб, 203 двори, православна церква, поштова станція.
- Хорошів — колишнє державне село при річці Уди, 780 осіб, 137 дворів, православна церква.
- Хорошівська (Підмонастирська) — колишня державна слобода при річці Уди, 96 осіб, 15 дворів, 2 православні церкви, 2 лавки, подорожній будинок, щорічний ярмарок.
- Шубіне — колишнє державне село при річці Уди, 398 осіб, 62 двори, православна церква.

Найбільші поселення волості станом на 1914 рік:
- слобода Безлюдівка — 3170 мешканців.
- село Хорошів — 1270 мешканців.
- село Шубіне — 1230 мешканців.
- село Васищеве — 2400 мешканців.
- село Кирсанівка — 1410 мешканців.

Старшиною волості був Передільський Іван Михайлович, волосним писарем — Лукірін Микола Васильович, головою волосного суду — Каращавцев Михайло Архипович.